# Lžovické tůně
Lžovické tůně jsou přírodní památka ve správních územích obcí Týnec nad Labem a Veletov v okrese Kolín a Svatý Mikuláš a Záboří nad Labem v okrese Kutná Hora ve Středočeském kraji. Tvoří ji komplex ekosystémů zahrnujících společenstva tvrdých a měkkých luhů, tůní a vegetace vysokých ostřic, mokřadních olšin a vrbin.
Ze vzácných a chráněných druhů rostlin v přírodní památce roste například žebratka bahenní, pryskyřník velký, šmel okoličnatý, ostřice Buekova, voďanka žabí a sevlák potoční. Ohrožené druhy živočichů zastupuje mimo jiné roháč obecný a zejména lesák rumělkový.

## Historie
Chráněné území bylo do poloviny dvacátého století využíváno k pastvě dobytka, lučnímu hospodaření, vysekávání rákosin a ostřicových porostů. Některé vrby byly ošetřovány jako hlavaté. Tradiční využívání skončilo s intenzifikací zemědělství a od té doby se pravidelně strojově kosí pouze sušší luční porosty. Vodní plochy slouží ke sportovnímu rybolovu.
Chráněné území vyhlásil Krajský úřad Středočeského kraje v kategorii přírodní památka s účinností od 25. března 2021.

## Přírodní poměry
Přírodní památka s rozlohou 67,15 hektaru leží v nadmořské výšce 199–201 metrů jihozápadně od Lžovic v katastrálních územích Lžovice a Veletov v okrese Kolín a Svatá Kateřina u Svatého Mikuláše a Záboří nad Labem v okrese Kutná Hora na rozhraní Středolabské a Východolabské tabule. Chráněné území je rozděleno do dvou oddělených částí a částečně se překrývá se stejnojmennou evropsky významnou lokalitou.

### Abiotické poměry

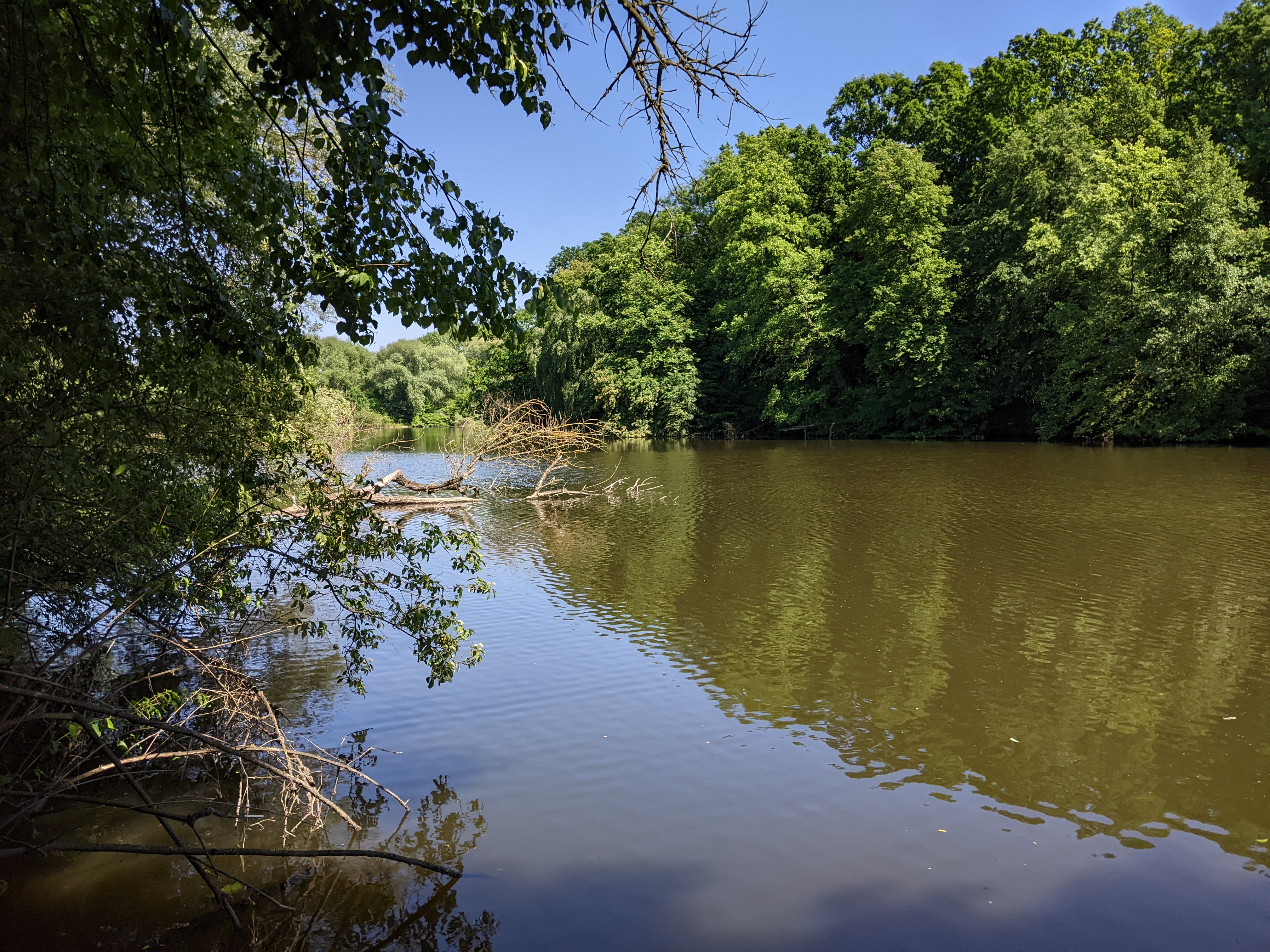
Slepé rameno jižně od Lžovic

Geologické podloží tvořené pleistocenními štěrkopísky je překryté holocenními hlinitopísčitými sedimenty a v zazemněných meandrech vznikají slatiniště. Lokalita se z větší části nachází ve Středolabské tabuli, konkrétně v jejím podcelku Čáslavská kotlina a okrsku Labsko-klejnarská niva, ale severní okraj území leží ve Východolabské tabuli, podcelku Chlumecká tabule a okrsku Krakovanská tabule. Krajinu tvoří plochá údolní niva s nadmořskou výškou okolo 200 metrů. Horizontální členitost terénu se odvíjí od střídání písčitých vyvýšenin ve středech zaniklých meandrů a sníženin bývalých říčních koryt.
Jádrem chráněného území jsou slepá a mrtvá koryta řeky Labe. Slepá ramena jsou propojená s řekou a vznikla při splavňování Labe v sedmdesátých letech dvacátého století. Jejich rozloha je asi pět hektarů. Starší mrtvá ramena vznikla snad už ve středověku a jejich rozloha dosahuje nejvýše dvou hektarů.
V rámci Quittovy klasifikace podnebí se celé území nachází v teplé oblasti T2, pro kterou jsou typické průměrné teploty −2 až −3 °C v lednu a 18–19 °C v červenci. Roční úhrn srážek dosahuje 550–700 milimetrů, počet letních dnů je padesát až šedesát a počet mrazových dnů se pohybuje mezi 100 a 110.

### Flóra a fauna

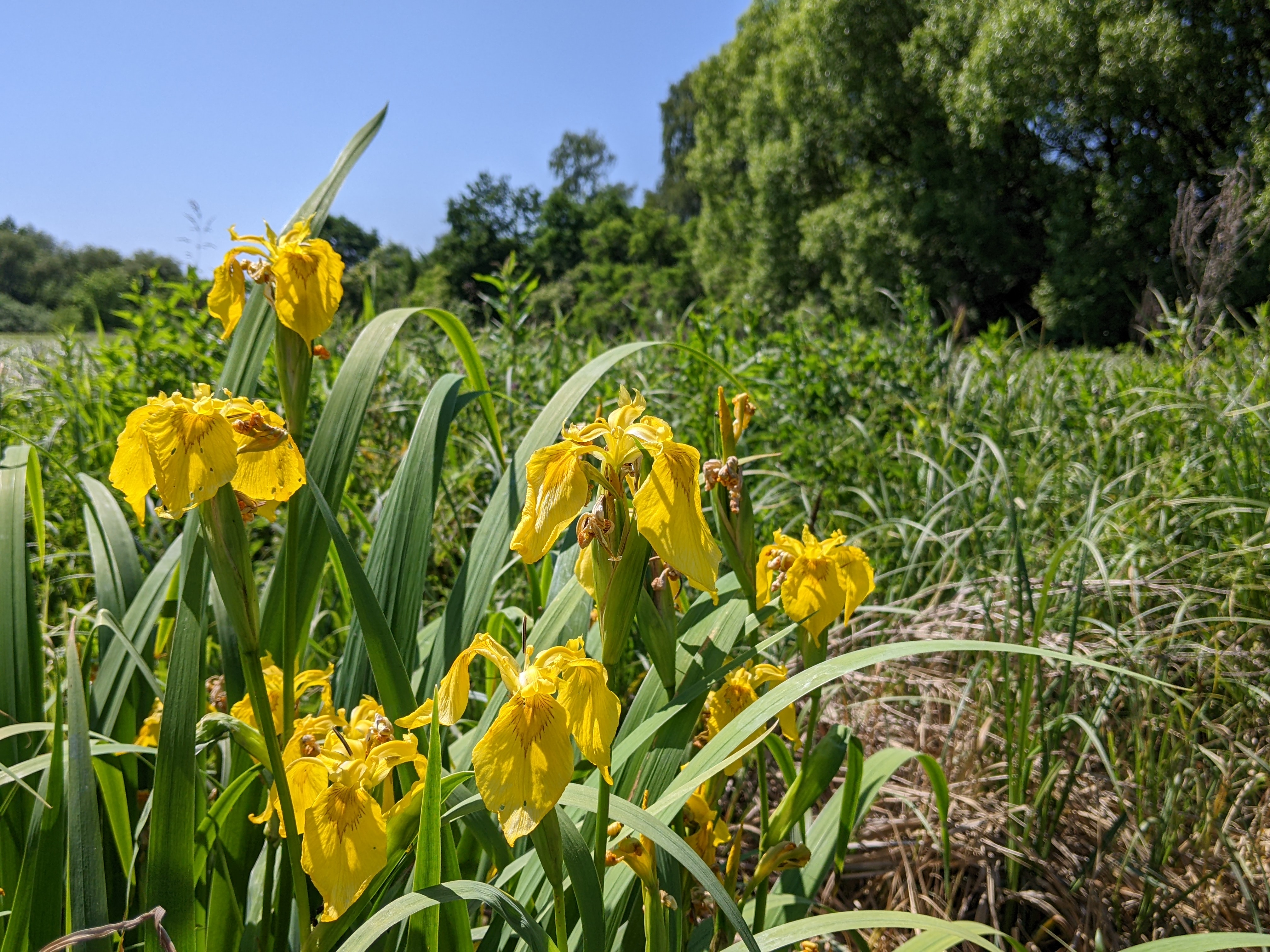
Kosatec žlutý

Předmětem ochrany jsou fragmenty ekosystémů labské nivy tvořené společenstvy tvrdých luhů podél nížinných řek, měkkými luhy nížinných řek, tůněmi s makrofytní vegetací přirozeně eutrofních a mezotrofních stojatých vod, vegetací vysokých ostřic, mokřadními olšinami, vrbinami a druhy na tato společenstva vázanými.
K významným druhům rostlin v chráněném území patří zejména žebratka bahenní (Hottonia palustris), pryskyřník velký (Ranunculus lingua), šmel okoličnatý (Butomus umbellatus), ostřice Buekova (Carex buekii), voďanka žabí (Hydrocharis morsus-ranae) a sevlák potoční (Sium latifolium).
Evropsky významným druhem je brouk lesák rumělkový (Cucujus cinnaberinus), jehož larvy se vyvíjí v hnijícím vlhkém dřevě padlých či zlomených listnatých stromů. Z brouků byli také pozorováni zástupci roháče obecného (Lucanus cervus).
Tůně jsou stanovištěm řady obojživelníků, z nichž se v nich vyskytuje čolek obecný (Lissotriton vulgaris), čolek velký (Triturus cristatus), kuňka obecná (Bombina bombina), rosnička zelená (Hyla arborea), ropucha obecná (Bufo bufo), skokan štíhlý (Rana dalmatina), skokan skřehotavý (Rana ridibunda) a skokan hnědý (Rana temporaria).
Lokalitu vyhledávají také ptáci, např. volavka popelavá (Ardea cinerea), luňák červený (Milvus milvus), moták pochop (Circus aeruginosus) a v době hnízdění zde přelétá volavka bílá (Ardea alba) a husa velká (Anser anser).
Zastoupení ryb se mění podle typů tůně. V případě tůní propojených s Labem v nich žijí stejné druhy jako v řece. Druhy mrtvých ramen závisí na tom, které ryby se do nich dostaly během povodní. Běžně se vyskytují kapr obecný (Cyprinus carpio), okoun říční (Perca fluviatilis), štika obecná (Esox lucius), lín obecný (Tinca tinca), karas obecný (Carassius carassius) a úhoř říční (Anguilla anguilla).